# 凯赖斯泰什·奥蒂洛
凯赖斯泰什·奥蒂洛（匈牙利語：Keresztes Attila，1928年1月18日—2002年9月27日），匈牙利男子击剑运动员。他曾获得1956年夏季奥运会击剑比赛男子佩剑团体金牌。在1956年奥运后，他逃至美国，并在1964年夏季奥运会代表美国参赛。